# Cheilolejeunea unciloba
Cheilolejeunea unciloba là một loài Rêu trong họ Lejeuneaceae. Loài này được (Lindenb.) Malombe mô tả khoa học đầu tiên năm 2009.